# Пушкаш, Джордже
Джо́рдже Алекса́ндру Пу́шкаш (рум. George Alexandru Puşcaş; 8 апреля 1996, Маргита, Румыния) — румынский футболист, нападающий клуба «Бари» и сборной Румынии. Участник чемпионата Европы 2024.

## Клубная карьера
Джордже начинал заниматься футболом в академии клуба «Либерти». В сезоне 2012/13 он выступал во второй румынской лиге за «Бихор» на правах аренды. Георге провёл тринадцать матчей и забил два гола. Сезон 2013/14 он провёл в аренде в примавере миланского «Интернационале». В следующем сезоне Георге был выкуплен итальянцами. 1 февраля 2015 года состоялся его дебют в Серии А, в матче против «Сассуоло».

## Карьера в сборной
Джордже выступал за различные юношеские сборные румын, а также за «молодёжку». В ноябре 2014 года он вызывался в национальную сборную Румынии на матчи с североирландцами и датчанами, однако на поле не выходил.
Летом 2019 года Джордже был приглашён в сборную для участия в Чемпионате Европы среди молодёжных команд, который состоялся в Италии. В первом матче в группе против Хорватии он отличился голом на 11-й минуте, а его команда крупно победила 4:1. Во втором матче в группе забил мяч с пенальти в ворота сборной Англии, а его команда победила 4:2. В полуфинале забил два мяча в ворота Германии, однако это не помогло и его сборная уступила 2:4